# Jan Monchaux
Jan Monchaux, född 4 juni 1978 i Blois, är en fransk-tysk ingenjör som var senast teknisk direktör för det schweiziska Formel 1-stallet Alfa Romeo Racing mellan den 1 augusti 2019 och 31 augusti 2023.
Han avlade examen i flyg- och rymdteknik vid Institut supérieur de l'aéronautique et de l'espace och Imperial College London.
Monchaux inledde sin karriär inom motorsport när han 2002 fick en anställning hos Toyotas motorsportavdelning Toyota Motorsport för att arbeta på deras avdelning för aerodynamik. 2009 gick han vidare och fick liknande arbetsuppgifter hos italienska F1-stallet Scuderia Ferrari. Mellan 2013 och 2018 var han chef för aerodynamik och fordonsteknik hos Audis motorsportavdelning Audi Sport. 2018 blev han chef för aerodynamik hos det schweiziska F1-stallet Sauber och sen för Alfa Romeo Racing när Sauber bytte namn inför 2019 års säsong. Den 1 augusti 2019 blev han befordrad till att vara teknisk direktör för stallet. Den 7 juni 2023 meddelade Alfa Romeo att James Key skulle ersätta honom som teknisk direktör den 1 september.